# Lisa Wang
Ne doit pas être confondu avec Liza Wang.
Lisa Wang, née le 24 septembre 1988, est une femme d'affaires, cofondatrice de SheWorx et une sportive américaine (d'origine chinoise), championne de gymnastique rythmique. 
Elle est à quatre reprises championne des États-Unis dans sa discipline, une fois en tant que junior et trois fois en tant que senior, et championne des jeux panaméricains de 2007. Elle représente les États-Unis à trois championnats du monde. Elle prend sa retraite sportive en 2008 après être admis à l'université Yale. En 2014, Wang a été reconnue pour sa contribution remarquable à l'avancement de la gymnastique en Amérique, et a été intronisée à l'USA Gymnastics Hall of Fame. 
Dans le monde de l'entreprise, elle contribue à favoriser le développement de l'entrepreneuriat féminin, et témoigne par ailleurs sur le harcèlement sexuel.

## Biographie
Elle commence à se former à la gymnastique rythmique en 1998, à dix ans. En 2000, elle devient membre de l'équipe nationale. Elle commence à apparaître, les années suivantes, aux premières places sur la scène internationale, en junior puis senior.
Elle remporte trois championnats américains en catégorie senior (2006, 2007, 2008). En 2007, elle s'illustre Jeux panaméricains à Rio de Janeiro, au Brésil, s'affirmant comme la première de sa discipline en Amérique du Nord comme du Sud. Elle représente à trois reprises les États-Unis aux les championnats du monde (2003, 2005, 2007),.
Mais aux championnats du monde de 2007 (qui servent de qualification pour les jeux olympiques d'été de 2008, à Pékin), elle n'obtient que la 28e place et rate la qualification olympique de trois dixièmes de point. Le Comité olympique des États-Unis rejette sa demande de wild card,.
Elle est diplômée d'une école supérieure  dans l'Illinois, en décembre 2006. Après avoir été acceptée à l'Université Yale, elle décide de reporter son inscription d'un an,. En mai 2008, Wang participe à son dernier Championnat National en Houston, Texas. Elle y rafle une nouvelle fois les médailles d'or.
Elle commence une carrière professionnelle en tant qu'analyste à Wall Street,. 
En 2014, elle est intronisée à l'USA Gymnastics Hall of Fam.
En 2015, elle fait le choix de l'entrepreneuriat, et fonde sa première entreprise, Fooze. Elle devient ensuite cofondatrice de SheWorx, une communauté aidant les femmes à créer et développer des entreprises. En 2017, elle participe à la réalisation d'une vidéo pour CNN, sur le harcèlement sexuel dans les entreprises de la Silicon Valley,.